# 林淑莉
林淑莉（1968年—），台灣編織工藝家，新北市人，因嫁給泰雅族的丈夫，現居於台灣苗栗縣南庄鄉石壁部落。

## 簡介
林淑莉出生於臺北縣（今新北市），於復興商工美工科畢業，在1991年嫁作泰雅族媳婦後，開始和族中長輩學習泰雅族傳統編織，持續赴原住民擔任編織技藝研習會和輔仁大學織品服裝學系承辦的人才培訓計畫設計實務班等就學，精益求精。在1996年成立石壁編織工作坊，致力於傳承泰雅族、賽夏族的傳統編織技藝，非只創作不綴，更廣至東河國小、苗栗縣社區大學任教，傳授原住民編織文化，被國立台灣工藝研究發展中心肯定，列定為工藝之家。
林淑莉的泰雅服裝作品，引進「剪裁」的觀念與時尚設計，在傳統服飾添加肩線，並抽出腰身，成為適合現代女性的衣著，並於2007年將「石壁染織工坊」轉型擴大為「石壁染織工藝園區」，著手培育原住民傳統染布的植物染原料如福木、薑黃、薯榔、山藍等，還設立了DIY工藝教室、彩虹民宿等設施，因而通過經濟部中小企業處「95年度地方特色產品甄選」並接受輔導通過經濟部工業局「創意生活事業」認證 。

## 展演記錄
- 1997年　台灣省86年度原住民傳統工藝展
- 1998年　台灣原住民現代藝術展
- 1998年　國立台灣工藝研究發展中心台灣地方工藝特色展
- 1999年　臺灣順益原住民博物館舉辦「泰雅染織工藝特展」

## 得獎記錄
- 2000年　參加台中縣立文化中心舉辦第6屆編織工藝競賽生活產品設計第三名
- 2004年　與謝吉江女士一同參加第一屆原住民技藝競賽織品服裝設計類日用商品類－第二名、創新服裝類－佳作、全國原住民藝品創作優

## 資料來源
- 國立台灣工藝研究發展中心--林淑莉[永久]
- 台灣工藝生活美學概念館--林淑莉[永久]